# UCI Europa Tour 2008-2009
L'UCI Europa Tour 2008-2009 va ser la cinquena edició de l'UCI Europa Tour, un dels cinc circuits continentals de ciclisme de la Unió Ciclista Internacional. Estava formada per més de 300 proves, organitzades del 21 d'octubre de 2008 al 15 d'octubre de 2009 a Europa.

## Evolució del calendari

### Octubre 2008
| Data | Cursa                                    | País   | Cat. | Vencedor     | Equip            |
| ---- | ---------------------------------------- | ------ | ---- | ------------ | ---------------- |
| 19   | Crono de les Nacions-Les Herbiers-Vendée | França | 1.1  | Stef Clement | Bouygues Telecom |
| 25   | Florència-Pistoia                        | Itàlia | 1.1  | Andrí Hrivko | Team Milram      |

### Febrer
| Data  | Cursa                                 | País     | Cat. | Vencedor            | Equip                                           |
| ----- | ------------------------------------- | -------- | ---- | ------------------- | ----------------------------------------------- |
| 1     | Gran Premi d'Obertura La Marseillaise | França   | 1.1  | Rémi Pauriol        | Cofidis                                         |
| 4-8   | Étoile de Bessèges                    | França   | 2.1  | Thomas Voeckler     | BBox Bouygues Telecom                           |
| 7     | Gran Premi de la costa dels Etruscs   | Itàlia   | 1.1  | Alessandro Petacchi | LPR Brakes-Farnese Vini                         |
| 8     | Trofeu Palma                          | Espanya  | 1.1  | Gert Steegmans      | Team Katusha                                    |
| 9     | Trofeu Cala Millor                    | Espanya  | 1.1  | Robbie McEwen       | Team Katusha                                    |
| 10    | Trofeu Pollença                       | Espanya  | 1.1  | Daniele Bennati     | Liquigas                                        |
| 11    | Trofeu Inca                           | Espanya  | 1.1  | Antoni Colom        | Team Katusha                                    |
| 11-15 | Tour del Mediterrani                  | França   | 2.1  | Luis León Sánchez   | Caisse d'Épargne                                |
| 12    | Trofeu Calvià                         | Espanya  | 1.1  | Gerald Ciolek       | Caisse d'Épargne                                |
| 13-15 | Giro de la Província de Grosseto      | Espanya  | 2.1  | Daniele Pietropolli | LPR Brakes-Farnese Vini                         |
| 15-19 | Volta a Andalusia                     | Espanya  | 2.1  | Joost Posthuma      | Rabobank                                        |
| 18-22 | Volta a l'Algarve                     | Portugal | 2.1  | Alberto Contador    | Team Astana                                     |
| 21    | Trofeu Laigueglia                     | Itàlia   | 1.1  | Francesco Ginanni   | Serramenti PVC Diquigiovanni-Androni Giocattoli |
| 21    | Coppa San Geo                         | Itàlia   | 1.1  | Davide Cimolai      | A.S.D. 2000 Venetomarchiol                      |
| 21    | Boucles del Sud Ardecha               | França   | 1.1  | Freddy Bichot       | Agritubel                                       |
| 21–22 | Tour de l'Alt Var                     | França   | 2.1  | Thomas Voeckler     | BBox Bouygues Telecom                           |
| 24-28 | Giro de Sardenya                      | Itàlia   | 2.1  | Daniele Bennati     | Liquigas                                        |
| 27-1  | Tres dies de Valclusa                 | França   | 2.1  | David Le Lay        | Agritubel                                       |
| 28    | Gran Premio dell'Insubria             | Suïssa   | 1.1  | Francesco Ginanni   | Serramenti PVC Diquigiovanni-Androni Giocattoli |
| 28    | Beverbeek Classic                     | Bèlgica  | 1.2  | Andreas Schillinger | Nutrixxion Sparkasse                            |
| 28    | Omloop Het Nieuwsblad                 | Bèlgica  | 1.HC | Thor Hushovd        | Cervélo Test                                    |

### Març
| Data  | Cursa                                       | País          | Cat.   | Vencedor            | Equip                         |
| ----- | ------------------------------------------- | ------------- | ------ | ------------------- | ----------------------------- |
| 1     | Clàssica d'Almeria                          | Espanya       | 1.1    | Gregory Henderson   | Columbia-High Road            |
| 1     | Kuurne-Brussel·les-Kuurne                   | Bèlgica       | 1.1    | Tom Boonen          | Quick Step                    |
| 1     | Gran Premi de Lugano                        | Suïssa        | 1.1    | Rémi Pauriol        | Cofidis                       |
| 1     | Trofeu Zssdi                                | Itàlia        | 1.2    | Tomislav Dančulović | Loborika                      |
| 4     | Le Samyn                                    | Bèlgica       | 1.1    | Wouter Weylandt     | Quick Step                    |
| 4     | Giro del Friül                              | Itàlia        | 1.1    | Mirco Lorenzetto    | Lampre-NGC                    |
| 4-8   | Volta a Múrcia                              | Espanya       | 2.1    | Denís Ménxov        | Rabobank                      |
| 6-8   | Tres dies de Flandes Occidental             | Bèlgica       | 2.1    | Johnny Hoogerland   | Vacansoleil                   |
| 7     | Monte Paschi Eroica                         | Itàlia        | 1.1    | Thomas Lövkvist     | Columbia-High Road            |
| 7     | Fletxa flamenca                             | Bèlgica       | 1.2    | Jan Ghyselinck      | Beveren 2000                  |
| 8     | Poreč Trophy                                | Croàcia       | 1.2    | Ole Haavardsholm    | Joker Bianchi                 |
| 8     | Trofeu Franco Balestra                      | Itàlia        | 1.2    | Davide Cimolai      | A.S.D. 2000 Venetomarchiol    |
| 8     | Gran Premi de Lillers-Souvenir Bruno Comini | França        | 1.2    | Aleksejs Saramotins | Designa Køkken                |
| 12-15 | Istrian Spring Trophy                       | Croàcia       | 2.2    | Mitja Mahorič       | Radenska KD Financial Point   |
| 15    | Giro del Mendrisiotto                       | Suïssa        | 1.2    | Ignatas Konovalovas | Cervélo Test                  |
| 15    | París-Troyes                                | França        | 1.2    | Yannick Talabardon  | Besson Chaussures-Sojasun     |
| 15    | Circuit del País de Waes                    | Bèlgica       | 1.2    | Johan Coenen        | Topsport Vlaanderen-Mercator  |
| 18    | Nokere Koerse                               | Bèlgica       | 1.1    | Graeme Brown        | Rabobank                      |
| 20    | Clàssica Loira Atlàntic                     | França        | 1.1    | Cyril Bessy         | Besson Chaussures-Sojasun     |
| 22    | Tour de Groene Hart                         | Països Baixos | 1.1    | Geert Omloop        | Palmans Cras                  |
| 22    | Gran Premi Cholet-País del Loira            | França        | 1.1    | Juan José Haedo     | Team Saxo Bank                |
| 22    | Gran Premi San Giuseppe                     | Itàlia        | 1.2    | Alessandro Malaguti | Calzaturieri Montegranaro     |
| 22    | La Roue Tourangelle                         | França        | 1.2    | Arnaud Molmy        | CC Nogent-sur-Oise            |
| 23-29 | Tour de Normandia                           | França        | 2.2    | Bram Schmitz        | Van Vliet EBH Elshof          |
| 24-28 | Setmana Internacional de Coppi i Bartali    | Itàlia        | 2.1    | Damiano Cunego      | Lampre-NGC                    |
| 25    | A través de Flandes                         | Bèlgica       | 1.1    | Kevin Van Impe      | Quick Step                    |
| 25-28 | The Paths of King Nikola                    | Montenegro    | 2.2    | Radoslav Rogina     | Loborika                      |
| 27-29 | Gran Premi de Portugal                      | Portugal      | 2.Ncup | Sergio Henao        | Equip nacional del Colòmbia   |
| 28    | Trofeu Edil C                               | Itàlia        | 1.2    | Tomas Alberio       | Bottoli Nordelettrica Ramonda |
| 28    | E3 Harelbeke                                | Bèlgica       | 1.HC   | Filippo Pozzato     | Team Katusha                  |
| 28-29 | Critèrium Internacional                     | França        | 2.HC   | Jens Voigt          | Team Saxo Bank                |
| 29    | Fletxa brabançona                           | Bèlgica       | 1.1    | Anthony Geslin      | La Française des Jeux         |
| 29    | Gran Premi de Llodio                        | Espanya       | 1.1    | Samuel Sánchez      | Euskaltel-Euskadi             |
| 31-2  | Tres dies de La Panne                       | Bèlgica       | 2.HC   | Frederik Willems    | Liquigas                      |
| 31-5  | Setmana Ciclista Lombarda                   | Itàlia        | 2.1    | Daniele Pietropolli | LPR Brakes-Farnese Vini       |

### Abril
| Data  | Cursa                                     | País                 | Cat.   | Vencedor            | Equip                           |
| ----- | ----------------------------------------- | -------------------- | ------ | ------------------- | ------------------------------- |
| 1-5   | Volta a l'Alentejo                        | Portugal             | 2.1    | Maxime Bouet        | Agritubel                       |
| 2-5   | Cinturó a Mallorca                        | Espanya              | 2.2    | Sergio Henao        | Colombia es Pasión Coldeportes  |
| 3     | Ruta Adélie de Vitré                      | França               | 1.1    | Jérôme Coppel       | La Française des Jeux           |
| 3-4   | Boucle de l'Artois                        | França               | 2.2    | Serguei Firsànov    | Designa Køkken                  |
| 3-5   | Triptyque des Monts et Châteaux           | Bèlgica              | 2.2    | Kris Boeckmans      | Davo-Lotto-Davitamon            |
| 4     | Hel van het Mergelland                    | Països Baixos        | 1.1    | Mauro Finetto       | CSF Group Navigare              |
| 4     | Gran Premi Miguel Indurain                | Espanya              | 1.HC   | David de la Fuente  | Fuji-Servetto                   |
| 5     | Gran Premi de la vila de Nogent-sur-Oise  | França               | 1.2    | Martin Pedersen     | Capinordic                      |
| 5     | Trofeu Banca Popolare di Vicenza          | Itàlia               | 1.2U   | Davide Cimolai      | A.S.D. 2000 Venetomarchiol      |
| 7-10  | Circuit de La Sarthe                      | França               | 2.1    | David Le Lay        | Agritubel                       |
| 10-12 | Circuit de les Ardenes                    | França               | 2.2    | Dimitri Champion    | Bretagne-Schuller               |
| 11    | Tour de Flandes sub-23                    | Bèlgica              | 1.Ncup | Jan Ghyselinck      | Equip nacional de Bèlgica       |
| 12    | Klasika Primavera                         | Espanya              | 1.1    | Alejandro Valverde  | Caisse d'Épargne                |
| 12    | Gran Premi de Donetsk                     | Ucraïna              | 1.2    | Mart Ojavee         | Club Bourgas                    |
| 12-19 | Volta a Turquia                           | Turquia              | 2.1    | Daryl Impey         | Barloworld                      |
| 13    | Tour de Drenthe                           | Països Baixos        | 1.1    | Maurizio Biondo     | Ceramica Flaminia-Bossini Docce |
| 13    | Giro del Belvedere                        | Itàlia               | 1.2    | Sacha Modolo        | Zalf Désirée Fior               |
| 13    | Volta a Colònia                           | Alemanya             | 1.HC   | Martin Pedersen     | Equip nacional de Dinamarca     |
| 14    | París-Camembert                           | França               | 1.1    | Jimmy Casper        | Besson Chaussures-Sojasun       |
| 14    | Gran Premi Palio del Recioto              | Itàlia               | 1.2U   | Stefano Locatelli   | Bergamasca                      |
| 14-19 | Tour de Loir-et-Cher                      | França               | 2.2    | Dmitri Kossiakov    | Katyusha Continental            |
| 15    | Grote Scheldeprijs                        | Bèlgica              | 1.HC   | Alessandro Petacchi | LPR Brakes-Farnese Vini         |
| 15    | Côte picarde                              | França               | 1.Ncup | Timofei Kritski     | Equip nacional de Rússia        |
| 16    | Gran Premi de Denain                      | França               | 1.1    | Jimmy Casper        | Besson Chaussures-Sojasun       |
| 16-19 | Rhône-Alpes Isère Tour                    | França               | 2.2    | Yann Huguet         | Agritubel                       |
| 18    | Tour de Finisterre                        | França               | 1.1    | Dimitri Champion    | Bretagne-Schuller               |
| 18    | Lieja-Bastogne-Lieja sub-23               | Bèlgica              | 1.2U   | Rasmus Guldhammer   | Capinordic                      |
| 18    | ZLM Tour                                  | Països Baixos        | 1.Ncup | Luke Rowe           | Equip nacional del Regne Unit   |
| 18    | Gran Premi Nobili Rubinetterie            | Itàlia               | 1.1    | Grega Bole          | Amica Chips-Knauf               |
| 19    | Tro Bro Leon                              | França               | 1.1    | Saïd Haddou         | BBox Bouygues Telecom           |
| 19    | Volta a Düren                             | Alemanya             | 1.2    | Dennis Pohl         | Kuota-Indeland                  |
| 22-25 | Giro del Trentino                         | Itàlia               | 2.1    | Ivan Basso          | Liquigas                        |
| 22-26 | Volta a Extremadura                       | Espanya              | 2.2    | José de Segovia     | Supermercados Froiz             |
| 25    | Arno Wallaard Memorial                    | Països Baixos        | 1.2    | Lieuwe Westra       | Vacansoleil                     |
| 25    | Gran Premi della Liberazione              | Itàlia               | 1.2U   | Sacha Modolo        | Zalf Désirée Fior               |
| 25    | Banja Luka-Belgrad I                      | Bòsnia i Hercegovina | 1.2    | Normunds Lasis      | Club Bourgas                    |
| 25-1  | Tour de Bretanya                          | França               | 2.2    | Julien Fouchard     | Côtes d'Armor-Marie Morin       |
| 26    | Volta a Holanda del Nord                  | Països Baixos        | 1.1    | Theo Bos            | Rabobank Continental            |
| 26    | Volta a La Rioja                          | Espanya              | 1.1    | David García Dapena | Xacobeo Galicia                 |
| 26    | París-Mantes-en-Yvelines                  | França               | 1.2    | Pierre Drancourt    | ESEG Douai                      |
| 26    | East Midlands International Cicle Classic | Regne Unit           | 1.2    | Ian Wilkinson       | Halfords                        |
| 28-2  | Volta a Astúries                          | Espanya              | 2.1    | Francisco Mancebo   | Rock Racing                     |

### Maig
| Data  | Cursa                                                   | País          | Cat. | Vencedor             | Equip                         |
| ----- | ------------------------------------------------------- | ------------- | ---- | -------------------- | ----------------------------- |
| 1     | Memorial Andrzej Trochanowski                           | Polònia       | 1.2  | Mateusz Taciak       | Mróz Continental              |
| 1     | Gran Premi del 1r de maig - Premi d'honor Vic de Bruyne | Bèlgica       | 1.2  | Denis Flahaut        | Landbouwkrediet-Colnago       |
| 1     | Gran Premi de Frankfurt                                 | Alemanya      | 1.HC | Fabian Wegmann       | Team Milram                   |
| 1     | Gran Premi de Frankfurt sub-23                          | Alemanya      | 1.2U | Jack Bobridge        | Equip nacional d'Austràlia    |
| 2     | Gran Premi de la Indústria i l'Artesanat de Larciano    | Itàlia        | 1.1  | Daniele Callegarin   | Centri della Calzatura        |
| 2     | Gran Premi Herning                                      | Dinamarca     | 1.2  | René Jørgensen       | Designa Køkken                |
| 2     | Ronde van Overijssel                                    | Països Baixos | 1.2  | Kenny van Hummel     | Skil-Shimano                  |
| 2     | Mayor Cup                                               | Rússia        | 1.2  | Mikhail Antonov      | Katyusha Continental          |
| 3     | Trofeu dels Escaladors                                  | França        | 1.1  | Thomas Voeckler      | BBox Bouygues Telecom         |
| 3     | Giro de Toscana                                         | Itàlia        | 1.1  | Alessandro Petacchi  | LPR Brakes-Farnese Vini       |
| 3     | Subida al Naranco                                       | Espanya       | 1.1  | Romain Sicard        | Orbea                         |
| 3     | Memorial Oleg Dyachenko                                 | Rússia        | 1.2  | Mikhail Antonov      | Katyusha Continental          |
| 3     | Circuit del Porto                                       | Itàlia        | 1.2  | Filippo Baggio       | Bottoli Nordelettrica Ramonda |
| 5-10  | Quatre dies de Dunkerque                                | França        | 2.HC | Rui Costa            | Caisse d'Épargne              |
| 6-10  | Cinc anells de Moscou                                   | Rússia        | 2.2  | Timofey Kritskiy     | Katyusha Continental          |
| 6-10  | Giro del Friuli Venezia Giulia                          | Itàlia        | 2.2  | Gianluca Brambilla   | Zalf Désirée Fior             |
| 8-10  | Szlakiem Grodów Piastowskich                            | Polònia       | 2.1  | Mariusz Witecki      | Mróz Continental              |
| 8-10  | Tour du Haut-Anjou                                      | França        | 2.2U | Tejay van Garderen   | Rabobank Continental          |
| 9     | Scandinavian Race in Uppsala                            | Suècia        | 1.2  | Jonas Aaen Jørgensen | Capinordic                    |
| 10    | Gran Premi de la Indústria del marbre                   | Itàlia        | 1.2  | Carlos Manarelli     | Marchiol-Pasta Montegrappa    |
| 10    | Omloop der Kempen                                       | Països Baixos | 1.2  | Theo Bos             | Rabobank Continental          |
| 12    | Gran Premi de Moscou                                    | Rússia        | 1.2  | Alexander Khatuntsev | Moscow                        |
| 13    | Batavus Prorace                                         | Països Baixos | 1.1  | Kenny van Hummel     | Skil-Shimano                  |
| 14-17 | Gran Premi Paredes Rota dos Móveis                      | Portugal      | 2.2  | Cândido Barbosa      | Palmeiras Resort-Prio         |
| 15-17 | Tour de Picardia                                        | França        | 2.1  | Lieuwe Westra        | Vacansoleil                   |
| 16    | Gran Premi Copenhagen Classic                           | Dinamarca     | 1.2  | Jacob Nielsen        | Glud & Marstrand Horsens      |
| 16    | Dutch Food Valley Classic                               | Països Baixos | 1.HC | Kenny van Hummel     | Skil-Shimano                  |
| 17    | Tour de Rijke                                           | Països Baixos | 1.1  | Kenny van Hummel     | Skil-Shimano                  |
| 17-24 | FBD Insurance RÁS                                       | Irlanda       | 2.2  | Simon Richardson     | Rapha Condor                  |
| 19-24 | Olympia's Tour                                          | Països Baixos | 2.2  | Jetse Bol            | Rabobank Continental          |
| 20-24 | Circuit de Lorena                                       | França        | 2.1  | Matteo Carrara       | Vacansoleil                   |
| 20-24 | Fletxa del sud                                          | Luxemburg     | 2.1  | Simon Zahner         | Bürgis                        |
| 21-24 | Ronda de l'Isard d'Ariège                               | França        | 2.2U | Alexandre Geniez     | VC La Pomme Marseille         |
| 27-31 | Volta a Bèlgica                                         | Bèlgica       | 2.HC | Lars Boom            | Rabobank                      |
| 27-31 | Volta a Baviera                                         | Alemanya      | 2.HC | Linus Gerdemann      | Team Milram                   |
| 29    | Tallinn-Tartu GP                                        | Estònia       | 1.1  | Erki Pütsep          | Club Bourgas                  |
| 29-1  | Tour de Gironda                                         | França        | 2.2  | Stéphane Rossetto    | CC Nogent-sur-Oise            |
| 29-1  | Tour de Berlín                                          | Alemanya      | 2.2U | Franz Schiewer       | LKT Brandenburg               |
| 30    | Gran Premi Kranj                                        | Eslovènia     | 1.1  | Gašper Švab          | Sava                          |
| 30    | SEB Tartu GP                                            | Estònia       | 1.1  | Hannes Blank         | Continental Differdange       |
| 30    | Gran Premi de Plumelec-Morbihan                         | França        | 1.1  | Jérémie Galland      | Besson Chaussures-Sojasun     |
| 30    | Gran Premi Kooperativa                                  | Eslovàquia    | 1.2  | Peter Sagan          | Dukla Trenčín Merida          |
| 31    | Boucles de l'Aulne                                      | França        | 1.1  | Maxime Bouet         | Agritubel                     |
| 31    | Gran Premi Boka                                         | Eslovàquia    | 1.2  | Juraj Sagan          | Dukla Trenčín Merida          |
| 31    | París-Roubaix sub-23                                    | França        | 1.2U | Taylor Phinney       | Trek Livestrong               |
| 31    | Trofeu Ciutat de San Vendemiano                         | Itàlia        | 1.2  | Alessandro Mazzi     | Zalf Désirée Fior             |

### Juny
| Data  | Cursa                                        | País          | Cat. | Vencedor            | Equip                           |
| ----- | -------------------------------------------- | ------------- | ---- | ------------------- | ------------------------------- |
| 1     | Neuseen Classics – Rund um die Braunkohle    | Alemanya      | 1.1  | André Greipel       | Columbia-High Road              |
| 1     | Rogaland Grand Prix                          | Noruega       | 1.2  | Håvard Nybø         | Sparebanken Vest-Ridley         |
| 2     | Trofeu Alcide Degasperi                      | Itàlia        | 1.2  | Pavel Kochetkov     | Equip nacional de Rússia        |
| 2-7   | Bałtyk-Karkonosze Tour                       | Polònia       | 2.2  | Sergey Kolesnikov   | Moscow                          |
| 3-7   | Ringerike Grand Prix                         | Noruega       | 2.2  | Serguei Firsànov    | Designa Køkken                  |
| 3-7   | Volta a Luxemburg                            | Luxemburg     | 2.HC | Fränk Schleck       | Team Saxo Bank                  |
| 6     | Memorial Marco Pantani                       | Itàlia        | 1.1  | Roberto Ferrari     | LPR Brakes-Farnese Vini         |
| 6     | Gran Premi Schwarzwald                       | Alemanya      | 1.1  | Heinrich Haussler   | Cervélo Test                    |
| 7     | Coppa Colli Briantei Internazionale          | Itàlia        | 1.2  | Maurizio Anzalone   | V.C. Mendrisio                  |
| 7     | Memorial Philippe Van Coningsloo             | Bèlgica       | 1.2  | Gediminas Bagdonas  | Team Piemonte                   |
| 7     | Copa de la Pau                               | Itàlia        | 1.2  | Egor Silin          | Equip nacional de Rússia        |
| 7     | Gran Premi del cantó d'Argòvia               | Suïssa        | 1.HC | Peter Velits        | Team Milram                     |
| 7-13  | Volta a Turíngia                             | Alemanya      | 2.2U | Stefan Denifl       | Equip nacional d'Àustria        |
| 10-16 | Circuito Montañés                            | Espanya       | 2.2  | Tejay van Garderen  | Rabobank Continental            |
| 11-14 | Gran Premi CTT Correios de Portugal          | Portugal      | 2.1  | Adrián Palomares    | Contentpolis-Ampo               |
| 11-14 | Ronde de l'Oise                              | França        | 2.2  | Steven Van Vooren   | An Post-Sean Kelly              |
| 12-14 | Delta Tour Zeeland                           | Països Baixos | 2.1  | Tyler Farrar        | Garmin-Slipstream               |
| 12-21 | Baby Giro                                    | Itàlia        | 2.2  | Cayetano Sarmiento  | Equip nacional de Colòmbia      |
| 15-21 | Volta a Sèrbia                               | Sèrbia        | 2.2  | Davide Torosantucci | Centri della Calzatura          |
| 17-21 | Ster Elektrotoer                             | Països Baixos | 2.1  | Philippe Gilbert    | Silence-Lotto                   |
| 18-20 | Małopolski Wyścig Górski                     | Polònia       | 2.2  | Artur Detko         | DHL-Author                      |
| 18-21 | Volta a Eslovènia                            | Eslovènia     | 2.1  | Jakob Fuglsang      | Team Saxo Bank                  |
| 18-21 | Ruta del Sud                                 | França        | 2.1  | Przemysław Niemiec  | Miche-Silver Cross-Selle Italia |
| 18-21 | Boucles de la Mayenne                        | França        | 2.2  | Janek Tombak        | Club Bourgas                    |
| 19-21 | Tour de Mainfranken                          | Alemanya      | 2.2U | Sebastian May       | Thüringer Energie               |
| 19-21 | Tour del País de Savoia                      | França        | 2.2U | Ben Gastauer        | Chambéry CF                     |
| 21    | Raiffeisen Grand Prix                        | Àustria       | 1.2  | Markus Eibegger     | Elk Haus                        |
| 24    | Halle-Ingooigem                              | Bèlgica       | 1.1  | Jurgen Van de Walle | Quick Step                      |
| 24    | Internationale Wielertrofee Jong Maar Moedig | Bèlgica       | 1.2  | Thomas De Gendt     | Topsport Vlaanderen-Mercator    |

### Juliol
| Data  | Cursa                                       | País       | Cat. | Vencedor               | Equip                           |
| ----- | ------------------------------------------- | ---------- | ---- | ---------------------- | ------------------------------- |
| 1-5   | Cursa de Solidarność i els Atletes Olímpics | Polònia    | 2.1  | Artur Krol             | Centri della Calzatura          |
| 2     | Campionat d'Europa - contrarellotge sub-23  | Bèlgica    | CC   | Marcel Kittel          | Equip nacional d'Alemanya       |
| 4     | Cronoscalata Gardone V.T.                   | Itàlia     | 1.2  | Stefano Di Carlo       | Scap Foresi                     |
| 4     | Tour del Jura                               | Suïssa     | 1.2  | Roger Beuchat          | Neotel                          |
| 5     | Campionat d'Europa - cursa en ruta sub-23   | Bèlgica    | CC   | Kris Boeckmans         | Equip nacional de Bèlgica       |
| 5     | Tour de Doubs                               | França     | 1.1  | Yann Huguet            | Agritubel                       |
| 5     | Giro delle Valli Aretine                    | Itàlia     | 1.2  | Enrico Battaglin       | Zalf Désirée Fior               |
| 5-12  | Volta a Àustria                             | Àustria    | 2.HC | Michael Albasini       | Columbia-HTC                    |
| 7     | Trofeo Città di Brescia                     | Itàlia     | 1.2  | Andrea Palini          | GS Gavardo Tecmor               |
| 8-12  | Gran Premi Internacional de Torres Vedras   | Portugal   | 2.2  | Héctor Guerra          | Liberty Seguros                 |
| 10-11 | Gran Premi ciclista de Gemenc               | Hongria    | 2.2  | Žolt Der               | Centri della Calzatura          |
| 12    | Giro del Medio Brenta                       | Itàlia     | 1.2  | Christian Delle Stelle | Bottoli Nordelettrica Ramonda   |
| 17-19 | Volta a la comunitat de Madrid              | Espanya    | 2.1  | Héctor Guerra          | Liberty Seguros                 |
| 18    | Gran Premi Cristal Energie                  | França     | 1.2  | Martin Pedersen        | Capinordic                      |
| 19    | Giro de la Província de Reggio de Calàbria  | Itàlia     | 1.1  | Fortunato Baliani      | CSF Group Navigare              |
| 19    | Giro del Casentino                          | Itàlia     | 1.2  | Roberto Cesaro         | GS Ginestra Ceramiche           |
| 19    | Trophée des Champions                       | França     | 1.2  | Tony Hurel             | Vendée U                        |
| 22-26 | Volta a Saxònia                             | Alemanya   | 2.1  | Patrik Sinkewitz       | PSK Whirlpool-Author            |
| 22-26 | Brixia Tour                                 | Itàlia     | 2.1  | Giampaolo Caruso       | Ceramica Flaminia-Bossini Docce |
| 25    | Prova de Villafranca de Ordizia             | Espanya    | 1.1  | Jaume Rovira           | Andorra-Grandvalira             |
| 25-26 | Gran Premi Bradlo                           | Eslovàquia | 2.2  | Nebojša Jovanović      | AC Sparta Praha                 |
| 25-27 | Kreiz Breizh Elites                         | França     | 2.2  | Antoine Dalibard       | Bretagne-Schuller               |
| 25-29 | Tour de Valònia                             | Bèlgica    | 2.HC | Julien El Fares        | Cofidis                         |
| 26    | Gran Premi Inda                             | Itàlia     | 1.2  | Pavel Kochetkov        | Equip nacional de Rússia        |
| 26    | Gran Premi de Pérenchies                    | França     | 1.2  | Robert Retschke        | Continental Differdange         |
| 28-1  | Dookola Mazowska                            | Polònia    | 2.2  | Łukasz Bodnar          | CCC Polsat Polkowice            |
| 29-2  | Tour d'Alsàcia                              | França     | 2.2  | Simon Zahner           | Bürgis                          |
| 29-2  | Volta a Dinamarca                           | Dinamarca  | 2.HC | Jakob Fuglsang         | Team Saxo Bank                  |
| 31    | Circuit de Getxo                            | Espanya    | 1.1  | Koldo Fernández        | Euskaltel-Euskadi               |

### Agost
| Data  | Cursa                                                       | País     | Cat. | Vencedor            | Equip                                           |
| ----- | ----------------------------------------------------------- | -------- | ---- | ------------------- | ----------------------------------------------- |
| 1     | Scandinavian Open Road Race                                 | Suècia   | 1.2  | Patrik Stenberg     | CykelCity                                       |
| 1     | Gran Premi P-Nívó                                           | Hongria  | 1.2  | Uroš Silar          | Sava                                            |
| 2     | Polynormande                                                | França   | 1.1  | Matthieu Ladagnous  | La Française des Jeux                           |
| 2     | Gran Premi Betonexpressz 2000                               | Hongria  | 1.2  | Gergely Ivanics     | Betonexpressz 2000-Limonta                      |
| 2     | Subida a Urkiola                                            | Espanya  | 1.1  | Igor Antón          | Euskaltel-Euskadi                               |
| 2     | Sparkassen Giro Bochum                                      | Alemanya | 1.1  | Mark Cavendish      | Columbia-HTC                                    |
| 2     | Giro Ciclistico del Cigno                                   | Itàlia   | 1.2  | Paolo Ciavatta      | Monturano-Civitanova                            |
| 4-6   | Volta als Pirineus                                          | França   | 2.2  | Fabio Duarte        | Colombia es Pasión Coldeportes                  |
| 4-8   | Volta a Lleó                                                | Espanya  | 2.2  | David Belda         | Boyacá es Para Vivirla                          |
| 5     | Gran Premi Folignano                                        | Itàlia   | 1.2  | Henry Frusto        | SCAP Prefabbricati Foresi                       |
| 5-6   | París-Corrèze                                               | França   | 2.1  | Francisco Ventoso   | CarmioOro-A Style                               |
| 5-9   | Volta a Burgos                                              | Espanya  | 2.HC | Alejandro Valverde  | Caisse d'Épargne                                |
| 5-16  | Volta a Portugal                                            | Portugal | 2.HC | Nuno Ribeiro        | Liberty Seguros                                 |
| 6     | Gran Premi de la indústria i el comerç artesanal de Carnago | Itàlia   | 1.1  | Francesco Ginanni   | Serramenti PVC Diquigiovanni-Androni Giocattoli |
| 7-9   | Tour de Szeklerland                                         | Romania  | 2.2  | Vitaliy Popkov      | ISD-Sport-Donetsk                               |
| 8     | Gran Premi de la vila de Camaiore                           | Itàlia   | 1.1  | Vincenzo Nibali     | Liquigas                                        |
| 9     | Trofeo Internazionale Bastianelli                           | Itàlia   | 1.2  | Radoslav Rogina     | Loborika                                        |
| 9-12  | Tour de l'Ain                                               | França   | 2.1  | Rein Taaramäe       | Cofidis                                         |
| 11    | Gran Premi Città di Felino                                  | Itàlia   | 1.2  | Richie Porte        | Bedogni Monsummanese                            |
| 12-15 | Mi-août bretonne                                            | França   | 2.2  | Frederik Wilmann    | Joker Bianchi                                   |
| 14    | Puchar Ministra Obrony Narodowej                            | Polònia  | 1.2  | Bartłomiej Matysiak | CCC Polsat Polkowice                            |
| 15    | Memorial Henryk Łasak                                       | Polònia  | 1.2  | Stefan Schäfer      | LKT Brandenburg                                 |
| 16    | Gran Premi Capodarco                                        | Itàlia   | 1.2  | Salvatore Mancuso   | Lucchini Arvedi Unidelta                        |
| 16    | Fletxa del port d'Anvers                                    | Bèlgica  | 1.2  | Jens-Erik Madsen    | Capinordic                                      |
| 16    | Copa dels Carpats                                           | Polònia  | 1.2  | Mathias Belka       | LKT Brandenburg                                 |
| 17    | Gara Ciclistica Montappone                                  | Itàlia   | 1.2  | Stefano Pirazzi     | Palazzago Elledent Rad                          |
| 18    | Gran Premi de la vila de Zottegem                           | Bèlgica  | 1.1  | Niko Eeckhout       | An Post-Sean Kelly                              |
| 18    | Tres Valls Varesines                                        | Itàlia   | 1.HC | Mauro Santambrogio  | Lampre-NGC                                      |
| 18-21 | Tour del Llemosí                                            | França   | 2.1  | Mathieu Perget      | Caisse d'Épargne                                |
| 19    | Coppa Agostoni                                              | Itàlia   | 1.1  | Giovanni Visconti   | ISD-Neri                                        |
| 19-23 | Volta a Irlanda                                             | Irlanda  | 2.1  | Russell Downing     | Candi TV-Marshalls Pasta RT                     |
| 20    | Coppa Bernocchi                                             | Itàlia   | 1.1  | Luca Paolini        | Acqua & Sapone-Caffe Mokambo                    |
| 22    | Trofeu Melinda                                              | Itàlia   | 1.1  | Giovanni Visconti   | ISD-Neri                                        |
| 25    | Gran Premi dels Marbrers                                    | França   | 1.2  | Robert Retschke     | Continental Differdange                         |
| 25-28 | Tour du Poitou-Charentes                                    | França   | 2.1  | Gustav Larsson      | Team Saxo Bank                                  |
| 25-30 | Giro de la Vall d'Aosta                                     | Itàlia   | 2.2  | Thibaut Pinot       | Equip nacional de França                        |
| 26    | Druivenkoers Overijse                                       | Bèlgica  | 1.1  | Aleksejs Saramotins | Designa Køkken                                  |
| 26-30 | Gran Premi Tell                                             | Suïssa   | 2.2  | Mathias Frank       | BMC Racing                                      |
| 29    | Giro del Vèneto                                             | Itàlia   | 1.HC | Filippo Pozzato     | Team Katusha                                    |
| 30    | Châteauroux Classic de l'Indre                              | França   | 1.1  | Jimmy Casper        | Besson Chaussures-Sojasun                       |
| 30    | Copa Sels                                                   | Bèlgica  | 1.1  | Kris Boeckmans      | Silence-Lotto                                   |

### Setembre
| Data  | Cursa                                           | País       | Cat.   | Vencedor                        | Equip                      |
| ----- | ----------------------------------------------- | ---------- | ------ | ------------------------------- | -------------------------- |
| 2-6   | Volta a Eslovàquia                              | Eslovàquia | 2.2    | Leigh Howard                    | Equip nacional d'Austràlia |
| 5-13  | Tour de l'Avenir                                | França     | 2.Ncup | Romain Sicard                   | Equip nacional de França A |
| 6     | Gran Premi Jef Scherens                         | Bèlgica    | 1.1    | Sebastian Langeveld             | Rabobank                   |
| 6     | Giro de la Romanya                              | Itàlia     | 1.1    | Murilo Fischer                  | Liquigas                   |
| 6     | Ljubljana-Zagreb                                | Eslovènia  | 1.2    | Robert Vrečer                   | Adria Mobil                |
| 6     | Memorial Davide Fardelli                        | Itàlia     | 1.2    | Manuele Boaro                   | Zalf Désirée Fior          |
| 6-13  | Volta a Bulgària                                | Bulgària   | 2.2    | Ivailo Gabrovski                | Heraklion-Nessebar         |
| 9     | Memorial Rik Van Steenbergen                    | Bèlgica    | 1.1    | Niko Eeckhout                   | An Post-Sean Kelly         |
| 12    | París-Brussel·les                               | Bèlgica    | 1.HC   | Matthew Goss                    | Team Saxo Bank             |
| 12-19 | Volta a la Gran Bretanya                        | Regne Unit | 2.1    | Edvald Boasson Hagen            | Columbia-HTC               |
| 13    | Trofeu Salvatore Morucci                        | Itàlia     | 1.2    | Alexander Filippov              | ACS Gruppo Lupi            |
| 13    | Volta a Nuremberg                               | Alemanya   | 1.1    | Francesco Gavazzi               | Lampre-NGC                 |
| 13    | Chrono champenois                               | França     | 1.2    | Adriano Malori                  | Lampre-NGC                 |
| 13    | Gran Premi de Fourmies                          | França     | 1.HC   | Romain Feillu                   | Agritubel                  |
| 16    | Gran Premi de Valònia                           | Bèlgica    | 1.1    | Nick Nuyens                     | Rabobank                   |
| 17    | Tour de Vojvodina I                             | Sèrbia     | 1.2    | Matej Marin                     | Perutnina Ptuj             |
| 18    | Campionat de Flandes                            | Bèlgica    | 1.1    | Steven de Jongh                 | Quick Step                 |
| 18    | Gran Premi del Somme                            | França     | 1.1    | Yauheni Hutarovich              | La Française des Jeux      |
| 18    | Tour de Vojvodina II                            | Sèrbia     | 1.2    | Ivailo Gabrovski                | Heraklion-Nessebar         |
| 19    | Praga-Karlovy Vary-Praga                        | Txèquia    | 1.2    | Danilo Hondo                    | PSK Whirlpool-Author       |
| 20    | Gran Premi d'Isbergues                          | França     | 1.1    | Benoît Vaugrenard               | La Française des Jeux      |
| 20    | Gran Premi de la Indústria i el Comerç de Prato | Itàlia     | 1.1    | Giovanni Visconti               | ISD-Neri                   |
| 20    | Duo normand                                     | França     | 1.2    | Nikolay Trusov · Artem Ovechkin | Team Katusha               |
| 20    | Trofeo Gianfranco Bianchin                      | Itàlia     | 1.2    | Jose Bone Leon                  | VC Mantovani               |
| 23    | Omloop van het Houtland                         | Bèlgica    | 1.1    | Graeme Brown                    | Rabobank                   |
| 25-27 | Tour du Gévaudan Languedoc-Roussillon           | França     | 2.2    | David Rösch                     | Atlas Romer's Hausbäckerei |
| 29    | Ruota d'Oro                                     | Itàlia     | 1.2    | Emanuele Moschen                | Lucchini Arvedi Unidelta   |

### Octubre
| Data | Cursa                      | País     | Cat. | Vencedor            | Equip                   |
| ---- | -------------------------- | -------- | ---- | ------------------- | ----------------------- |
| 1-4  | Circuit franco-belga       | Bèlgica  | 2.1  | Tyler Farrar        | Garmin-Slipstream       |
| 2-4  | Cinturó de l'Empordà       | Espanya  | 2.2  | Francisco Ventoso   | CarmioOro-A Style       |
| 3    | Memorial Cimurri           | Itàlia   | 1.1  | Filippo Pozzato     | Team Katusha            |
| 3    | Münsterland Giro           | Alemanya | 1.1  | Aleksejs Saramotins | Designa Køkken          |
| 4    | Tour de Vendée             | França   | 1.1  | Pavel Brutt         | Team Katusha            |
| 8    | Coppa Sabatini             | Itàlia   | 1.1  | Philippe Gilbert    | Silence-Lotto           |
| 8    | París-Bourges              | França   | 1.1  | André Greipel       | Columbia-HTC            |
| 10   | Giro de l'Emília           | Itàlia   | 1.HC | Robert Gesink       | Rabobank                |
| 11   | Gran Premi Bruno Beghelli  | Itàlia   | 1.1  | Francisco Ventoso   | CarmioOro-A Style       |
| 11   | París-Tours                | França   | 1.HC | Philippe Gilbert    | Silence-Lotto           |
| 11   | París-Tours sub-23         | França   | 1.2U | Mathieu Halleguen   | Côtes d'Armor           |
| 13   | Premi Nacional de Clausura | Bèlgica  | 1.1  | Denis Flahaut       | Landbouwkrediet-Colnago |
| 15   | Giro del Piemont           | Itàlia   | 1.HC | Philippe Gilbert    | Silence-Lotto           |

### Proves anul·lades
| Data            | Cursa                                | País       | Cat.   | Causa |
| --------------- | ------------------------------------ | ---------- | ------ | ----- |
| 30 gen.-1 feb.  | Giro de Sicília                      | Itàlia     | 2.2    |       |
| 12-15 març      | Volta al Districte de Santarém       | Portugal   | 2.1    |       |
| 17-21 març      | Volta a Galícia                      | Espanya    | 2.2    |       |
| 5 abril         | Gran Premi de Rennes                 | França     | 1.1    |       |
| 9 abril         | Gran Premi Pino Cerami               | Bèlgica    | 1.1    |       |
| 15-19 abril     | Volta a Aragó                        | Espanya    | 2.1    |       |
| 19 abril        | Giro d'Oro                           | Itàlia     | 1.1    |       |
| 22-26 abril     | Gran Premi de Sotxi                  | Rússia     | 2.2    |       |
| 26 abril-1 maig | Giro delle Regioni                   | Itàlia     | 2.Ncup |       |
| 29 maig         | Velika Nagrada Ptuja                 | Eslovènia  | 1.2    |       |
| 3-7 juliol      | Euskal Bizikleta                     | Espanya    | 2.HC   |       |
| 11-19 juliol    | Wind from the East                   | Rússia     | 2.2    |       |
| 12 juliol       | Ronde pévéloise                      | França     | 1.2    |       |
| 1 agost         | Paar-Zeitfahren                      | Alemanya   | 1.1    |       |
| 2 agost         | Trofeu Matteotti                     | Itàlia     | 1.1    |       |
| 18 agost        | GP Artigianato di Castelfidardo      | Itàlia     | 1.2    |       |
| 19 agost        | Trofeu Città Castelfidardo           | Itàlia     | 1.2    |       |
| 23 agost        | Clàssica als Ports de Guadarrama     | Espanya    | 1.1    |       |
| 27-30 agost     | Szlakiem Walk Majora Hubala          | Polònia    | 2.2    |       |
| 5 setembre      | Coppa Placci                         | San Marino | 1.HC   |       |
| 6 setembre      | Polymultipliée lyonnaise             | França     | 1.2    |       |
| 9-13 setembre   | Volta a Croàcia                      | Croàcia    | 2.2    |       |
| 12 setembre     | Classica del Garda                   | Itàlia     | 1.1    |       |
| 19 setembre     | Memorial Viviana Manservisi          | Itàlia     | 1.1    |       |
| 20 setembre     | Giro del Canavese                    | Itàlia     | 1.2U   |       |
| 29 setembre     | Omloop van de Vlaamse Scheldeboorden | Bèlgica    | 1.1    |       |
| 3 octubre       | Piccolo Giro di Lombardia            | Itàlia     | 1.2    |       |
| 4 octubre       | Giro del Laci                        | Itàlia     | 1.HC   |       |
| 14 octubre      | Milà-Torí                            | Itàlia     | 1.HC   |       |

## Classificacions
- Font: UCI Europa Tour

| #   | Ciclista                  | Equip                        | Pts.  |
| --- | ------------------------- | ---------------------------- | ----- |
| 1.  | Giovanni Visconti (ITA)   | ISD-Neri                     | 638,2 |
| 2.  | Kenny van Hummel (NED)    | Skil-Shimano                 | 601   |
| 3.  | Jimmy Casper (FRA)        | Besson Chaussures-Sojasun    | 575   |
| 4.  | Romain Feillu (FRA)       | Agritubel                    | 488   |
| 5.  | Alessandro Petacchi (ITA) | LPR Brakes-Farnese Vini      | 469,2 |
| 6.  | David Le Lay (FRA)        | Agritubel                    | 446   |
| 7.  | Luca Paolini (ITA)        | Acqua & Sapone-Caffè Mokambo | 377   |
| 8.  | Héctor Guerra (ESP)       | Liberty Seguros              | 366   |
| 9.  | Rubén Plaza (ESP)         | Liberty Seguros              | 360   |
| 10. | Aleksejs Saramotins (LAT) | Team Designa Kokken          | 348   |
| 11. | Heinrich Haussler (GER)   | Cervélo TestTeam             | 348   |
| 12. | Martin Pedersen (DEN)     | Team Capinordic              | 338   |
| 13. | Francisco Ventoso (ESP)   | Carmiooro-A Style            | 332   |
| 14. | Xavier Tondo (CAT)        | Andalucía-Cajasur            | 326   |
| 15. | Giampaolo Caruso (ITA)    | Ceramica Flaminia            | 325   |
| 16. | Borut Bozic (SVN)         | Vacansoleil                  | 320   |
| 17. | Francesco Ginanni (ITA)   | Serramenti PVC Diquigiovanni | 318   |
| 18. | Niko Eeckhout (BEL)       | An Post-Sean Kelly Team      | 315   |
| 19. | Nuno Ribeiro (POR)        | Liberty Seguros              | 312   |
| 20. | Dimitri Champion (FRA)    | Bretagne-Schuller            | 307   |

| #   | Ciclista                     | País          | Pts.     |
| --- | ---------------------------- | ------------- | -------- |
| 1.  | Agritubel                    | França        | 2 088    |
| 2.  | Vacansoleil                  | Països Baixos | 1 499    |
| 3.  | Liberty Seguros              | Portugal      | 1 326    |
| 4.  | Cervélo TestTeam             | Suïssa        | 1 261    |
| 5.  | ISD-Neri                     | Itàlia        | 1 249,79 |
| 6.  | Skil-Shimano                 | Països Baixos | 1 224    |
| 7.  | Serramenti PVC Diquigiovanni | Veneçuela     | 1 210    |
| 8.  | Besson Chaussures-Sojasun    | França        | 1 208    |
| 9.  | LPR Brakes-Farnese Vini      | Irlanda       | 1 120,8  |
| 10. | Ceramica Flaminia            | Irlanda       | 1 029    |
| 11. | Rabobank Continental         | Països Baixos | 972      |
| 12. | Centri Della Calzatura       | Itàlia        | 955      |
| 13. | Acqua & Sapone-Caffè Mokambo | Itàlia        | 907      |
| 14. | Team Capinordic              | Dinamarca     | 897      |
| 15. | Team Designa Kokken          | Dinamarca     | 829      |
| 16. | Adria Mobil                  | Eslovènia     | 828      |
| 17. | Topsport Vlaanderen-Mercator | Bèlgica       | 817      |
| 18. | CSF Group-Navigare           | Irlanda       | 791      |
| 19. | Carmiooro-A Style            | Itàlia        | 783      |
| 20. | PSK Whirlpool-Author         | Txèquia       | 761      |

| #   | País          | Pts.     |
| --- | ------------- | -------- |
| 1.  | Itàlia        | 3 357,6  |
| 2.  | França        | 3 159    |
| 3.  | Espanya       | 2 259,4  |
| 4.  | Països Baixos | 2 114,19 |
| 5.  | Alemanya      | 2 101    |
| 6.  | Eslovènia     | 1 854    |
| 7.  | Bèlgica       | 1 805    |
| 8.  | Rússia        | 1 534    |
| 9.  | Portugal      | 1 455    |
| 10. | Polònia       | 1 297    |
| 11º | Ucraïna       | 1.127,51 |
| 12º | Regne Unit    | 1.087,8  |
| 13º | Dinamarca     | 1.022    |
| 14º | Noruega       | 847      |
| 15º | Suïssa        | 655      |
| 16º | Estònia       | 621      |
| 17º | Àustria       | 578      |
| 18º | Eslovàquia    | 561      |
| 19º | Croàcia       | 539      |
| 20º | Bulgària      | 507      |

| #   | País (Sub-23) | Pts.   |
| --- | ------------- | ------ |
| 1.  | Bèlgica       | 909    |
| 2.  | França        | 872    |
| 3.  | Itàlia        | 819,98 |
| 4.  | Alemanya      | 818,32 |
| 5.  | Rússia        | 692    |
| 6.  | Països Baixos | 541,59 |
| 7.  | Eslovènia     | 367    |
| 8.  | Dinamarca     | 356    |
| 9.  | Eslovàquia    | 268    |
| 10. | Regne Unit    | 259,2  |
| 11º | Àustria       | 258    |
| 12º | Noruega       | 238    |
| 13º | Polònia       | 191    |
| 14º | Moldàvia      | 170    |
| 15º | Espanya       | 160    |
| 16º | Txèquia       | 152    |
| 17º | Turquia       | 140    |
| 18º | Ucraïna       | 125    |
| 19º | Estònia       | 118    |
| 20º | Belarús       | 117    |